# Luhove, Krînîcikî
Luhove (în ucraineană Лугове) este un sat în comuna Zatîșne din raionul Krînîcikî, regiunea Dnipropetrovsk, Ucraina.

## Demografie
Componența lingvistică a localității Luhove
     Ucraineană (96,66%)
     Rusă (2,74%)
     Alte limbi (0,6%)
Conform recensământului din 2001, majoritatea populației localității Luhove era vorbitoare de ucraineană (96,66%), existând în minoritate și vorbitori de rusă (2,74%).